# Chamaloc
Chamaloc település Franciaországban, Drôme megyében. Lakosainak száma 121 fő (2022. január 1.). Chamaloc Die, Marignac-en-Diois, Romeyer, Saint-Agnan-en-Vercors és Vassieux-en-Vercors községekkel határos.

## Népesség
A település népességének változása:
| Lakosok száma | 75   | 85   | 93   | 115  | 126  | 129  | 131  | 129  | 126  | 121  |
|               | 1968 | 1982 | 1990 | 2006 | 2013 | 2015 | 2017 | 2019 | 2020 | 2022 |